# فریتز شولز (بازیکن فوتبال)
فریتز شولز (انگلیسی: Fritz Schulz; ۹ نوامبر ۱۸۸۶ – ۵ مارس ۱۹۱۸) بازیکن فوتبال اهل امپراتوری آلمان بود.
از باشگاه‌هایی که در آن بازی کرده‌است می‌توان به باشگاه فوتبال هرتابرلین اشاره کرد.
وی همچنین در تیم ملی فوتبال آلمان بازی کرده‌است.